# Hernando (Argentina)
Hernando è una città dell'Argentina situata nel dipartimento di Tercero Arriba, nella provincia di Córdoba.